# Jelle Florizoone
Jelle Florizoone (Ostende, 22 de septiembre de 1995), es un actor belga, más conocido por su papel de Pim en la película "North Sea Texas".

## Carrera y vida personal
En el año 2011 interpretó como protagonista el papel de Pim en la película  "North Sea Texas". La trama de la película consiste en un niño se enamora de su mejor amigo, Gino. Más tarde protagonizó la serie de superhéroes infantiles "ROX" (2011-presente).
También ha tenido papeles secundarios en películas como: "Allez, Eddy", "Marina (2013)", "Mega Mindy".
Jelle es abiertamente gay.

## Filmografía
| Año           | Título                               | Rol             | Notas                                                          |
| ------------- | ------------------------------------ | --------------- | -------------------------------------------------------------- |
| 2010          | Mega Mindy                           | Alien           | Capítulo: "Bezoek uit de cosmos"                               |
| 2011          | North Sea Texas                      | Pim             | Personaje principal                                            |
| 2011-presente | ROX                                  | Rick            | Personaje principal                                            |
| 2012          | Allez, Eddy                          | Albrecht        |                                                                |
| 2012          | Vlaanderen Muziekland                | Él mismo        | Capítulo: "Leper"                                              |
| 2012          | Corps perbu                          | Miller          | Corto                                                          |
| 2013          | Aspe                                 | Michiel Demedts | 1 episodio                                                     |
| 2013          | Marina                               | Ward            |                                                                |
| 2013          | Boys on Film X                       | Miller          | Segmento "Headlong"                                            |
| 2014          | Kleine verhalen in een groote oorlog | Isidore Paukens | Personaje principal                                            |
| 2014          | Stoorzender                          | Jonah           |                                                                |
| 2015          | Mega Mindy Versus ROX                | Rick            | Personaje principal; Interpreta a su personaje en la serie ROX |
| 2016          | Written Images                       | Steven          |                                                                |